# Sundski oblačasti leopard
Sundski oblačasti leopard (lat. Neofelis diardi) na jedna je od dvije vrste roda Neofelis iz porodice velikih mačaka. Nastanjuje otoke Borneo i Sumatru.

## Izgled
Sundski oblačasti leopard najveća je mačka otoka Bornea.
Izgledom poprilično sliči oblačastom leopardu te je smatran njegovom podvrstom do 2006. godine. Teži 12-25 kilograma, a u dužina tijela im iznosi oko 80-100 cm, dok je rep gotovo iste dužine kao i tijelo. Ženke su u prosjeku manje od mužjaka.
Krzno sundskog oblačastog leoparda je žućkasto-smeđe boje s nepravilnim crnim krugovima - "oblacima" - koji na vratu prelaze u crte.
Pojava melanizma je rijetka.

## Rasprostranjenost i stanište
Sundski oblačasti leopard nastanjuje indonezijske otoke Borneo i Sumatru, a postoji i mogućnost opstanka male populacije na otoku Batu.
Stanište sundskog oblačastog leoparda su tropske kišne šume. Pretežno obitava u planinama, iako se na Borneu spušta u nizine. Neki od razloga za povlačenje u više krajeve su krčenje nizinskih šuma i tigrovi na Sumatri.
Postoje dvije podvrste sundskog oblačastog leoparda:
- Neofelis diardi borneensis (na Borneu)[1]
- Neofelis diardi diardi (na Sumatri)[2]

## Način života
Životne navike sundskog oblačastog leoparda su većinom nepoznate jer se radi o tajnovitoj i slabo proučavanoj životinji, ali može se pretpostaviti da je način života sličan onome oblačastog leoparda.

## Ugroženost i zaštita
Brojno stanje vrste je oko 1500-3200 jedinki na području Sabaha (malezijski dio sjevernog Bornea) te nepoznat, ali zasigurno manji, broj jedinki na ostatku Bornea i na Sumatri.
Prosječna gustoća populacije sundskih oblačastih leoparda iznosi od 6.4 jedinki po 100 km² do 9/100 km² na Borneu, dok je na Sumatri znatno manja - tek 1.29/100 km².
Najveće prijetnje opstanku sundskog oblačastog leoparda su krčenje šuma radi sađenja uljne palme za proizvodnju biodizela, lov zbog skupocjenog krzna i slučajno upadanje u zamke postavljene za lov na druge životinje.
Iako je sundski oblačasti leopard zakonom zaštićen u Indoneziji, Maleziji i Bruneju, brojnost ukupne populacije pada te je IUCN vrstu proglasio "osjetljivom".

## Drugi nazivi
Sundski oblačasti leopard naziva se "Macan Dahan" na indonezijskom i "Harimau Dahan" na malajskom jeziku.

## Vanjske poveznice
- About the Clouded Leopard  Arhivirana inačica izvorne stranice od 3. srpnja 2013. (Wayback Machine) (eng.)